# Catherine Ekuta
Catherine Ewa Ekuta (25 de noviembre de 1979) es una deportista nigeriana que compitió en judo. Ganó dos medallas de bronce en los Juegos Panafricanos en los años 1999 y 2007, y tres medallas de bronce en el Campeonato Africano de Judo entre los años 2000 y 2005.

## Palmarés internacional
| Juegos Panafricanos | Juegos Panafricanos          | Juegos Panafricanos | Juegos Panafricanos |
| Año                 | Lugar                        | Medalla             | Categoría           |
| ------------------- | ---------------------------- | ------------------- | ------------------- |
| 1999                | Johannesburgo (Sudáfrica)    | Medalla de bronce   | –52 kg              |
| 2007                | Argel (Argelia)              | Medalla de bronce   | –57 kg              |
| Campeonato Africano |                              |                     |                     |
| Año                 | Lugar                        | Medalla             | Categoría           |
| 2000                | Argel (Argelia)              | Medalla de bronce   | –52 kg              |
| 2004                | Túnez (Túnez)                | Medalla de bronce   | –57 kg              |
| 2005                | Puerto Elizabeth (Sudáfrica) | Medalla de bronce   | –63 kg              |